# NGC 1296
NGC 1296 je galaksija u zviježđu Eridan.

## Vanjske poveznice
- SEDS: NGC 1296